# The Image (film 1969)
The Image è un cortometraggio del 1969 diretto da Michael Armstrong e interpretato da Michael Byrne e David Bowie, al suo esordio come attore.

## Trama
Un artista tormentato è ossessionato da un ragazzo dall'aspetto spettrale che sembra essere uscito da uno dei suoi dipinti.

## Produzione
Michael Armstrong scrisse la sceneggiatura di The Image nel 1964, quando era studente alla Royal Academy of Dramatic Art di Londra. Il progetto di dirigere un cortometraggio rimase nel cassetto fino al 1967, quando gli fu offerta la possibilità dalla Border Film Productions.
Per il ruolo dell'artista la prima scelta fu l'attore Jon Finch, che era però già sotto contratto per un altro progetto, e al suo posto venne scelto Michael Byrne. Per la parte del ragazzo venne invece reclutato il cantante David Bowie, allora ancora sconosciuto sebbene il regista lo avesse contattato in precedenza per scrivere le musiche e interpretare il ruolo di Orfeo nella commedia (mai realizzata) A Floral Tale, ispirata alla mitologia greca.
Le riprese del film, girato in bianco e nero in tre giorni, furono effettuate a Londra nell'inverno del 1967, in una casa vicino Harrow Road. A causa di una serie di ritardi, solo metà della sceneggiatura venne girata e nonostante la richiesta di Armstrong di avere più tempo a disposizione, la produzione si rifiutò di pagare per le riprese aggiuntive e tolse il girato al regista per consegnarlo ad un montatore interno.
Il risultato si rivelò disastroso e la durata finale si rivelò essere di soli 7 minuti e mezzo, metà di quella minima per beneficiare della Eady Levy, la tassa sugli incassi al box office. Armstrong, che aveva già firmato per dirigere il suo primo lungometraggio con la Tigon, fu quindi richiamato dalla produzione, ampliò la linea tematica ben oltre la sceneggiatura originale e ciò gli permise di raggiungere una durata di circa 14 minuti, risolvendo così il problema. Come ha poi commentato: "È stato il primo film ad aumentare del doppio della durata in sala di montaggio".

## Distribuzione
La prima proiezione di The Image si tenne il 28 gennaio 1969 al Jacey Cinema di Piccadilly Circus, come apertura del programma che vedeva come film principale All Quiet On The Eastern Front. Fu uno dei pochi cortometraggi ad essere vietato ai minori di 16 anni per la violenza dei contenuti.